# Azadliq
Azadliq (en français : « Liberté ») est un journal quotidien indépendant azerbaïdjanais fondé en décembre 1989. Malgré sa proximité historique avec le parti d'opposition Front populaire d'Azerbaïdjan, le journal a toujours conservé son indépendance financière et organisationnelle et n'est jamais devenu l'organe de presse de ce parti[réf. nécessaire]. Son rédacteur en chef est Ganimat Zahid (Ganimat Zayidov).

## Histoire

### Fondation et années 1990
Le journal est fondé en décembre 1989 comme organe de presse du Front populaire d'Azerbaïdjan[réf. nécessaire], un mouvement d'opposition au régime communiste en place qui touche à sa fin en 1991 en Azerbaïdjan comme sur toute l'Union soviétique. Après l’accès au pouvoir du Mouvement en 1992, le journal commence à fonctionner indépendamment.
En mars 1998, un rapport du Comité pour la protection des journalistes (CPJ) relate que Azadliq, dont le rédacteur en chef est alors Gunduz Tahirli, se compose de huit pages diffusées à environ 9 000 exemplaires. Le journal est alors chaque jour soumis à une censure préalable par le pouvoir : des articles sont supprimés arbitrairement, laissant des espaces vierges que les journalistes doivent combler avec des bandes dessinées, le pouvoir n'appréciant pas que ces espaces demeurent blancs,. Ainsi, en 1996, trois articles auraient été supprimés et 131 paragraphes caviardés. Cette censure est d'intensité variable entre 1992 et 1998. En outre, en mai 1997, l'un des correspondants du journal, Elchin Seljuk, est brièvement arrêté et retenu par la police alors qu'il travaille.
Le 15 décembre 1998, le CPJ rapporte que Azadliq et un autre journal, Yeni Musavat, ont été condamnés à une amende de 150 millions de manats (soit environ 40 000 dollars américains) pour avoir « insulté l'honneur et la dignité » d'Ilham Aliyev. Un rédacteur du journal est également condamné à verser une amende de 50 millions de manats (12 000 dollars américains). La veille, le 14 décembre, un autre jugement a condamné Azadliq à une autre amende, de 500 millions de manats, pour avoir « insulté » quatorze officiels et proches du président,.

### Années 2000: agressions, détention et exil de journalistes
En novembre 2006, l'État entend expulser la rédaction de ses locaux en raison de loyers impayés ; une cinquantaine de militants qui manifestent le 24 novembre devant les locaux du journal en signe de protestation sont arrêtés ; douze sont emprisonnés selon Radio Free Europe. Le mois suivant, un journaliste de Azadliq, Nicat Hüseynov, est agressé et poignardé alors qu'il quitte son domicile.
Le 11 novembre 2007, Ganimat Zahid, militant des droits de l'homme et rédacteur en chef de Azadliq, est convoqué, puis placé en détention provisoire, accusé d'avoir agressé un homme trois jours auparavant ; RSF indique que son jeune frère, Sakit Zahidov, également rédacteur pour le journal, a été condamné à de la prison en octobre 2006 pour détention d'héroïne — une accusation « forgée de toutes pièces » selon l'ONG. Le 7 mars 2008, Ganimat Zahid est condamné à quatre ans de prison pour « hooliganisme aggravé », une décision de justice décriée par RSF pour qui le dossier est monté de toutes pièces,. Amnesty International qualifie le journaliste de « prisonnier d'opinion ».
Le 13 mars 2008 au soir, le journaliste Agil Khalil, auteur d'un article pointant la corruption dans le système judiciaire azerbaïdjanais, est poignardé ; il avait reçu des menaces et, le mois précédent, avait été frappé par deux hommes. Un responsable du Parti du nouvel Azerbaïdjan (au pouvoir) dénonce « une provocation visant à créer un mythe sur des problèmes de liberté d'expression et de la presse dans le pays » ; une phrase critiquée par l'ONG Reporters sans frontières (RSF). Le journaliste fait par la suite l'objet de pressions et violences de la part des enquêteurs, pour qu'il reconnaisse son agresseur. En mai et en juin, Agil Khalil tente à trois reprises de quitter le pays mais en est systématiquement empêché par les gardes frontières ; RSF et le Comité pour la protection des journalistes déplorent cet état de fait et demandent au président Ilham Aliyev de laisser le journaliste quitter l'Azerbaïdjan,. Il peut finalement quitter le pays le 24 juillet pour la France, où il trouve asile ; il continue néanmoins d'écrire pour Azadliq,.

### Années 2010: pressions économiques et intimidations
Le rédacteur en chef du journal Ganimat Zahid est libéré en mars 2010, après deux ans et demi de détention (cf. supra), sur décret présidentiel. L'année suivante, il quitte le pays et trouve refuge en France, après que sa famille a été la cible de menaces.
Deux rédacteurs du journal, Seymour Haziev et Ramin Deko, sont enlevés à Bakou, frappés et menacés par deux inconnus en mars 2011,.
En 2012, Azadliq fait l'objet de dix plaintes, déposées par des proches du pouvoir selon RSF, qui conduisent le journal à devoir payer plusieurs amendes, pour un montant total de 65 000 manats (environ 65 000 euros) ; pour appliquer l'une de ces amendes, la justice azerbaïdjanaise gèle momentanément les comptes bancaires du journal en novembre de la même année. RSF « condamne avec force » cette décision.
En février de l'année suivante, RSF rapporte que le journal a été condamné à payer deux nouvelles amendes pour un total de 62 000 manats et qu'il est la cible d'autres poursuites judiciaires, tandis que son site web fait l'objet d'attaques informatiques.
Le 1er août 2014, Azadliq cesse de paraître au format papier durant cinq jours en raison de problèmes financiers qui l'empêchent de rémunérer l'imprimeur (propriété de l'État) : le réseau de distribution de la presse, GASID (lui aussi propriété de l'État), doit au média plus de 70 000 manats qu'il refuse de lui verser depuis au moins 2013, — l'ONG Reporters sans frontières dénonce une asphyxie financière de la presse par l'État.
En juillet 2015, deux neveux et un cousin du rédacteur en chef Ganimat Zahid, exilé en France depuis 2011, sont arrêtés par la police,. Deux d'entre eux sont condamnés au terme d'une année de détention provisoire à six ans de prison pour possession de drogue — « un chef d’accusation fallacieux » d'après RSF.

### 2016: nouvelle arrestation et cessation de la publication
Le 20 août 2016, le directeur financier du journal, Faïg Amirov, également conseiller du président du Front populaire, est arrêté par le pouvoir azerbaïdjanais puis mis en examen et placé en détention provisoire pour « incitation à la haine religieuse » et « atteinte aux droits des citoyens sous prétexte d’accomplir des rites religieux » : il est officiellement accusé d'être un imam de Fethullah Gülen, ennemi de longue date du président de la Turquie voisine, Recep Tayyip Erdoğan, après que des ouvrages traitant du mouvement Gülen ont été trouvés dans le coffre de sa voiture. Cette arrestation est qualifiée de « campagne de répression [qui atteint] des sommets d'absurdité » par Reporters sans frontières.
À la suite de cette arrestation, incapable de payer l'imprimeur étatique GASID, le journal cesse de paraître en septembre 2016,.